# 竹取物語

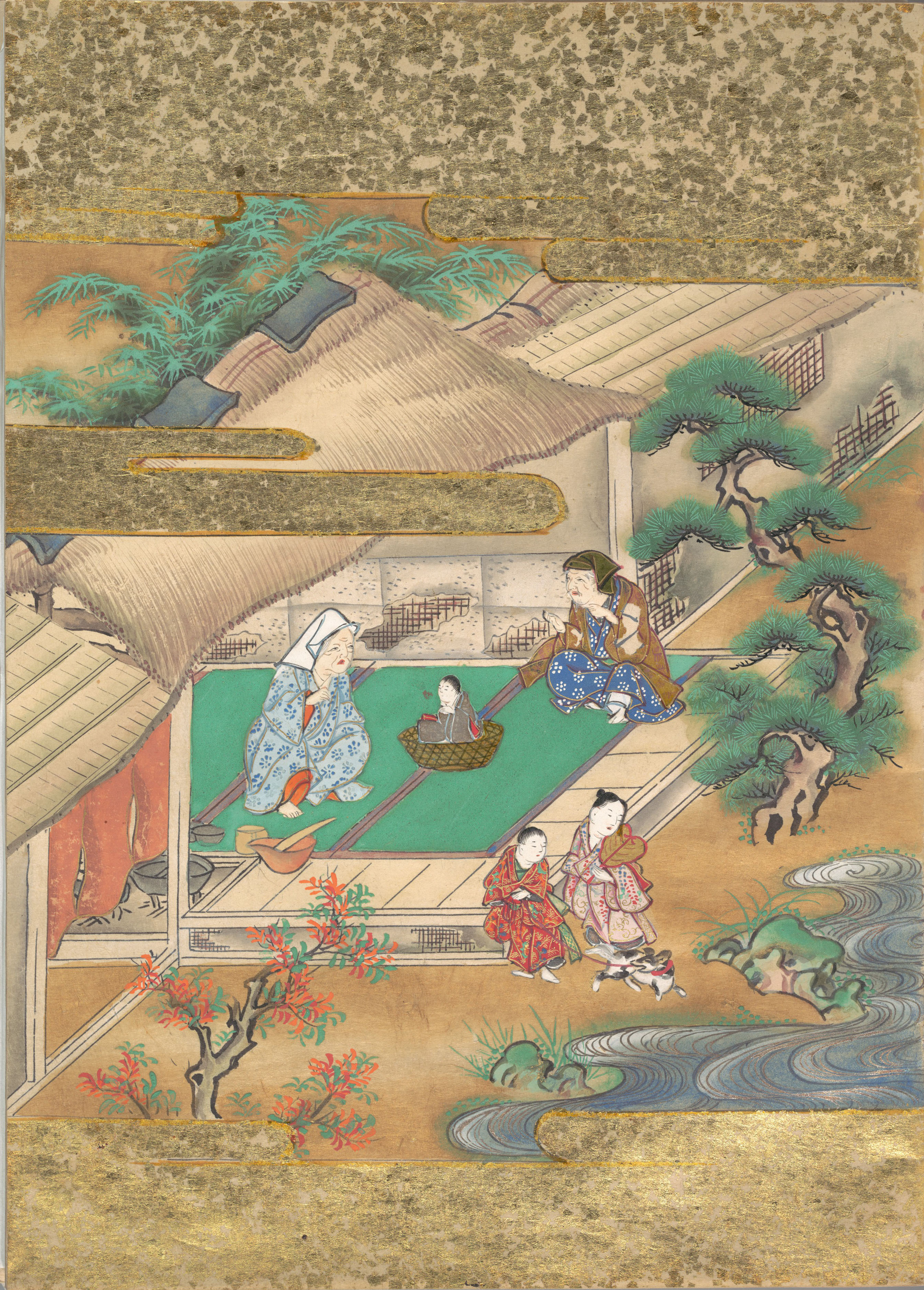
かぐや姫を籠に入れて育てる翁夫妻。17世紀末（江戸時代）メトロポリタン美術館蔵。

『竹取物語』（たけとりものがたり）は、平安時代前期に成立した日本の物語。「現存する日本最古の物語」とされて、現在では"かぐや姫"の話として一般的に知られている。現在まで作者、正確な成立年は不明。

## 概要

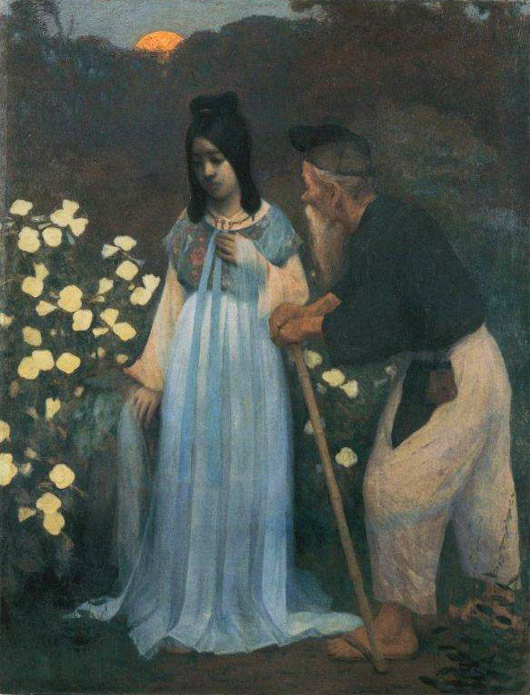
主人公・かぐや姫と竹取の翁 （満谷国四郎筆、笠間日動美術館蔵）

竹取の翁（たけとりのおきな）によって光り輝く竹の中から見出され、翁夫婦に育てられた少女かぐや姫を巡る奇譚。
『源氏物語』に「物語の出で来はじめの祖（おや）なる竹取の翁」とあるように、日本最古の物語といわれる。9世紀後半から10世紀前半頃に成立したとされ、かなによって書かれた最初期の物語の一つである。現代では『かぐや姫』というタイトルで、絵本・アニメ・映画など様々な形において受容されている。

### 題名
『竹取物語』は通称であり、平安時代から室町時代には次のように呼ばれていた。
- 平安時代
  - 『竹取の翁』 （『源氏物語』・絵合巻）
  - 『かぐや姫の物語』 （同・蓬生巻）
- 鎌倉時代
  - 『竹取』 （『無名草子』）
  - 『たけとり』 （『風葉和歌集』）
- 室町時代
  - 『竹取翁』 （『河海抄』）

古写本の外題では『竹取物語』の他にも、『竹とり』（久曾神甲本・流布本第1類）、『竹物語』（高松宮本・同第3類）、『竹取翁物語』（古活字十行甲本・同第3類 など）と呼ばれている。

## 成立

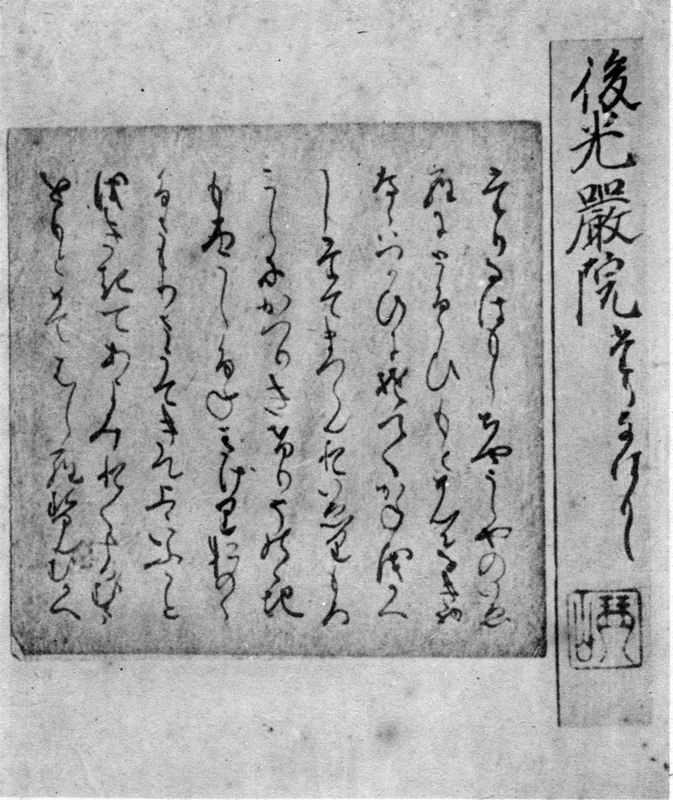
伝・後光厳天皇筆古筆切の1つ。「火鼠の皮衣」の一節が記されている。京都府・毘沙門堂旧蔵（現在所在不明）

成立年は明らかになっていない。原本は現存せず、写本は後光厳天皇の筆とされる室町時代初期（南北朝時代、14世紀）の古筆切数葉が最古といわれ、完本では室町時代末期の元亀元年（1570年）の奥付を有する「里村紹巴本」、無奥書だが永禄 - 天正頃とされる「吉田本」が発見されているものの、いずれも室町時代を遡るものではない。
しかし、10世紀の『大和物語』、『うつほ物語』や11世紀の『栄花物語』、『狭衣物語』、また、『源氏物語』に「絵は巨勢相覧、手は紀貫之書けり」と言及されていることから、遅くとも10世紀半ばまでに成立したと考えられている。
またこの物語に関連あるものとしては、『丹後国風土記』、『万葉集』、『今昔物語集』などの文献、能楽『羽衣』、昔話『天人女房』、『絵姿女房』、『竹伐爺』、『鳥呑爺』などが挙げられる。当時の竹取説話群を元に、創作されたものと考えられる。

## 作者
作者は不明である。
作者像として、当時の推定識字率から庶民は考えづらく、上流階級に属しており、貴族の情報が入手できる平安京近隣に居住し、物語に風刺的・反体制的要素が認められることから、当時権力を握っていた藤原氏の係累ではないと考えられている。
さらに、漢学（漢語・漢文訓読体の使用）・仏教・民間伝承に精通し、仮名文字を操ることができ、和歌の才能もある知識人で、貴重であった紙の入手も可能な人物で、性別は男性だったのではないかと推定されている。また、和歌の技法（掛詞・縁語の多用、人名の使用）は六歌仙時代の傾向に近いことが指摘されている。
以上をふまえ、源順、源融、遍昭、紀貫之、紀長谷雄、菅原道真など数多くの説が提唱されている。
【考察】
かぐや姫の名付け親が三室戸斎部秋田であることから名付け親＝作者とされる可能性が推察できる。斎部氏は元々忌部氏であり、藤原氏は中臣氏の派生であることから中臣氏と忌部氏の権力争いの果てに藤原氏の政策である海外派遣により仏教を日本にもたらし藤原氏が勢力を拡大し実権を得ていったことによる内容と物語が合致する。
また、藤原氏や中央政権に対する怨念的な描写や物語のクライマックスにはかぐや姫が月に連れられていく首謀者がお釈迦さまであることなども仏教政策への恨みのようなものを感じる点において作者は忌部氏系統の人物ではないかと推察できる。
上記解釈からしても作者不明にした理由は明らかで忌部氏系統の作者だと公に公表すれば藤原氏に本書籍を抹消されるおそれがあるのであえて作者不明にすることで現在まで現存し、最古の文学になったと解釈できる。

## 諸本
竹取物語の本文系統が本格的に研究の対象となったのは昭和に入ってからである。1930年（昭和5年）、初めて徳本正俊によって3系統に分類された。1939年（昭和14年）に新井信之によって「古本系」「流布本系」の分類が示され、そして昭和40年（1965年）に中田剛直がそれまでの研究を受けた上で示した、流布本を3類7種とする分類が現在最も一般的なものとなっている。古本系については、中田は2類2種、南波浩は後光厳院本を加えて3類4種に分類している。以下に、中田・南波による分類を元にした主要伝本一覧を示す（カッコ内の伝本は分類発表時に未発表だったもの）。
流布本系
通行本系とも呼ばれる。現在最も広く流布している本文。
- 第1類
  - 第1種 武藤本[注釈 4]・平瀬氏旧蔵本[注釈 5]・高山図書館[注釈 6]蔵（田中大秀旧蔵）本
  - 第2種 加賀豊三郎蔵本・武田祐吉旧蔵本[注釈 7]・久曾神昇蔵甲本

このうち、久曾神蔵甲本は極めて特異な本文を有した写本である[注釈 8]。
  - 第3種 前田善子旧蔵本・山岸徳平蔵本
- 第2類
  - 島原候旧蔵本・北島家旧蔵本・度会正董書入本・荒木田久老書入本・（チェスター・ビーティ図書館蔵J1125絵巻本）[注釈 9][17]
- 第3類
  - 第1種 蓬左文庫蔵本・吉田幸一蔵本・久曾神昇蔵乙本・静嘉堂文庫蔵丹羽嘉言筆本
  - 第2種
    - A群 尊経閣文庫蔵本[注釈 10]・戸川浜男旧蔵本・彰考館蔵金森本・群書類従本[注釈 11]・（里村紹巴本）[注釈 12]・（高松宮旧蔵本）[注釈 13]
    - B群 内閣文庫蔵本・滋岡氏[注釈 14]旧蔵本

  - 第3種
    - イ種 大覚寺蔵本・書陵部蔵霊元院外題宸筆本・書陵部蔵伊左左米言本
    - ロ種 徳本正俊蔵本・古活字本[注釈 15]・整版本 など

中田によれば、現存する写本（多くの絵巻・奈良絵本を含む）の大半は第3類第3種に属する正保3年版本の転写本である[18]。

現在最も一般的な竹取物語の本文は、第3類第3種に属する古活字十行甲本を底本とするものである。
古本系
上賀茂神社三手文庫に伝わる、今井似閑が1707年（宝永4年）に校合・書き入れを行なった1692年（元禄5年）刊本における奥書に、
とあることから名づけられた。流布本系と比較すると数多くの異文を有しており、より古態を残すとされる。
- 第1類 後光厳院本（断簡）
いずれも南北朝時代（14世紀）頃[注釈 16][19]の一写本から切断された断簡とみられる。伝承筆者を後光厳天皇筆とする10葉と、二条為定筆とする1葉の、計11葉が確認されている[20]。2021年にこのうち1葉についての放射性炭素年代測定の結果が報告され、鎌倉時代末期から南北朝時代（13世紀末から14世紀末頃）の書写であったことが確認された[21]。
- 第2類 新井本

新井信之が所蔵していたもの。1942年（昭和17年）前後に出現した写本である。
という奥書を持つ。すなわち1815年（文化十二年）の写本で、古本系統で唯一の完本である。第3類の諸本よりも第1類の本文に近いとする説（中田剛直、南波浩など）、第3類第2種のごとき三手文庫本系の転写本であるとする説（吉川理吉、中川浩文）、逆に第1類より上位の本文であるとする説（中田武司）があるが、中田剛直は、三手文庫本の「古本」には極めて近似しているも全くの同一ではなく、後光厳院本本文と比較すると似閑の校合ミスと思われる異文が見られることからも、三手文庫本の転写ではなく、古本系内の別系統本としている。
- 第3類
  - 第1種 三手文庫本・桃園文庫太氏本
  - 第2種 光藤本・京大本・書陵部蔵恬斎書入本・桃園文庫書入写本・平瀬本[注釈 18]・服部本・（賀茂経樹旧蔵（中川浩文蔵）本）[26]

全て三手文庫本の転写であり、流布本系の本文に対する書き入れ・校合の形で伝えられる[27]。

上記の他に、伝承筆者を阿仏尼とする古筆切の存在が藤井隆によって報告されている。
なお、和歌の一部が鎌倉時代の『海道記』や『風葉和歌集』、室町時代の『塵荊抄』に、梗概としての本文が室町時代の源氏物語の梗概書である『源氏物語提要』や注釈書である『花鳥余情』（共に絵合巻についての記事）に、それぞれ引用されている。
古本系本文と流布本（通行本）系本文については、南波浩は『海道記』に引用された和歌二首が、一首が古本系からの引用であるのに対し、もう一首が流布本系と古本系を混用したものになっていることから、鎌倉時代中期頃には既に両系が並立していたとする。
古本系本文に対しては、「中世における改変本文の可能性が強い」（片桐洋一）「江戸時代の学者が『竹取物語』の不審部分を合理的に理解しようとしてテキストをいじくったもの」（保立道久）といった批判的な意見もあるが、中田剛直は『花鳥余情』の梗概本文は新井本に近い古本系の一本に近似すること、古型をもつと指摘される京大本や狩野文庫本などの『風葉和歌集』の竹取和歌が古本系であることから、「現存古本系統系の一本が、通行本系に先行せるものではないか」とし、上原作和も「まさに「古本」と称する価値の本文を有するもの」と述べるなど肯定的な意見もあり、意見が分かれている。

## あらすじ
ここでは現在一般的に知られている話を紹介する。

### プロローグ かぐや姫の誕生
今となっては昔のことであるが、竹を取り様々な用途に使い暮らしていた翁とその妻の嫗がいた。翁の名は さぬきの造 といった。
ある日、翁が竹林にでかけると、光り輝く竹があった。不思議に思って近寄ってみると、中には三寸（約 9 cm）程の可愛らしい女の子が座っていた。二人は自分たちの子供として大切に育てることにした。
その後、竹の中に金を見つける日が続き、翁の夫婦は豊かになっていった。翁が見つけた子供はどんどん大きくなり、三ヶ月ほどで妙齢の娘になったので、髪を結い上げる儀式を手配し、裳（も）を着せた。この世のものとは思えない程の美しさで、家の中には暗い場が無く光に満ちている。翁は、心が悪く苦しいときも、この子を見れば苦しみは消えた。
この子はとても大きくなったため、御室戸斎部（みむろどいんべ）の秋田を呼んで名前をつけさせた。秋田は「なよ竹のかぐや姫」と名づけた。このとき人を集めて詩歌や舞など色々な遊びを催し、三日に渡り盛大な祝宴をした。

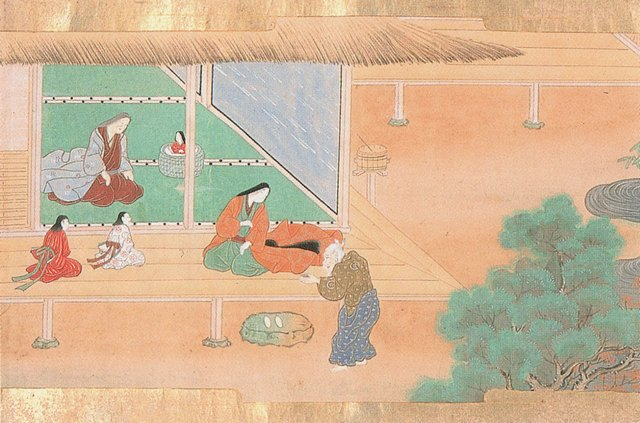
幼子を見つける竹取の翁（土佐広通、土佐広澄・画）

### 公達の求婚失敗談
世間の男は、その貴賤を問わず皆どうにかしてかぐや姫と結婚したいと、噂に聞いては恋い慕い思い悩んだ。その姿を覗き見ようと竹取の翁の家の周りをうろつく公達は後を絶たず、彼らは翁の家の垣根にも門にも、家の中にいる人でさえかぐや姫を容易に見られないのに、誰も彼もが夜も寝ず、闇夜に出でて穴をえぐり、覗き込むほど夢中になっていた。
そのような時から、女に求婚することを「よばひ」と言うようになった。
そのうちに、志の無い者は来なくなっていった。最後に残ったのは色好みといわれる5人の公達で、彼らは諦めず夜昼となく通ってきた。5人の公達は、石作皇子、車（庫）持皇子、右大臣阿倍御主人、大納言大伴御行、中納言石上麻呂といった（このうち阿倍・大伴・石上の3人は実在した、または実在の人物がモデルである、ことが判明している）。
これを見て翁がかぐや姫に「仏のように大切なわが子よ、変化の者とはいえ翁も七十となり今日とも明日とも知れない。この世の男女は結婚するもので、あなたも結婚のないままいらっしゃるわけにはいかない」と言うとかぐや姫は、良くもない容姿で相手の深い心も知らずに結婚して、浮気でもされたら後悔するに違いないとし、「世の畏れ多い方々であっても、深い志を知らないままに結婚できません。ほんのちょっとしたことです。『私の言う物を持って来ることが出来た人にお仕えいたしましょう』と彼らに伝えてください」と言った。夜になると例の5人が集まって、或る者は笛を吹き、或る者は和歌を詠い、或る者は唱歌し、或る者は口笛を吹き、扇を鳴らしたりしていた。翁は公達を集めてかぐや姫の意思を伝えた。
その意思とは石作皇子には「仏の御石の鉢」、車持皇子には「蓬萊の玉の枝（根が銀、茎が金、実が真珠の木の枝）」、右大臣阿倍御主人には「火鼠の裘（かわごろも、焼いても燃えない布）」、大納言大伴御行には「龍の首の珠」、中納言石上麻呂には「燕の産んだ子安貝」を持って来させるというものだった。どれも話にしか聞かない珍しい宝ばかりで、手に入れるのは困難だった。
石作皇子は大和国十市郡の山寺にあった只の鉢を持っていき嘘がばれたが、鉢を捨ててまた言い寄ったことから、思い嘆くことを「はぢを捨てる」と言うようになった。
車持皇子は玉の枝の偽物をわざわざ作ったがその報酬を支払われていない職人たちがやってきて偽物と発覚、長い年月姿が見えなかったことから「たまさがなる」と言うようになった。
阿倍は唐の商人から火鼠の皮衣を購入した。この衣は本来燃えぬはずであったが、姫が焼いてみると燃えたので贋作と分かり、阿倍に因んでやり遂げられないことを「あへなし」と言うようになった。
大伴は船で探索するが嵐に遭い、更に重病にかかり両目は二つの李のようになり、世間の人々が「大伴の大納言は、龍の首の珠を取りなさったのか」「いや、御目に二つ李のような珠をつけていらっしゃる」「ああたべがたい」と言ったことから、理に合わないことを「あなたへがた」と言うようになった。
石上は大炊寮の大八洲という名の大釜が据えてある小屋の屋根に上って子安貝らしきものを掴んだが転落して腰を打ち、しかも掴んだのは燕の古い糞であり貝は無かったことから、期待外れのことを「かひなし」と言うようになった。
その後、中納言が気弱になり病床にあることを聞いたかぐや姫が「まつかひもない」と見舞いの歌を送ると中納言はかろうじて、かひはなくありけるものを、と返歌を書き息絶えた。これを聞いてかぐや姫は少し気の毒に思ったことから、少し嬉しいことを「かひあり」（甲斐がある）と言うようになった。結局、かぐや姫が出した難題をこなした者は誰一人としていなかった。

### 帝からの求婚
そんな様子が帝にも伝わり、帝は姫に会いたがった。使いとして内侍中臣房子を派遣し、房子は嫗にかぐや姫と対面させるよう迫るが、再三の説得にもかかわらず、ことごとく拒絶される。
この事を帝に伝えると、帝は一旦は思いとどまったものの、やはり会いたくなり、翁を呼び出して「姫を差し出せば官位をやる」と告げる。喜ぶ翁の取りなしにもかかわらず、かぐや姫は「帝がお召しになって仰られたとしても、畏れ多いとも思いません」と言い姿を見せようともしない。
帝は「多くの人を殺してきた心であるよ」と言ったが、なおこの女の心積もりに負けてなるものかと諦めない。かぐや姫は「無理にお仕えさせようとなさるならば消え失せてしまうつもりです」と翁に言った。翁がこの事を帝に伝えると、帝は狩りに行幸するふりをして会うことを提案する。翁もそれに賛同した。
帝が狩りに行くついでに不意をつき、かぐや姫の家に入ると、光に満ちて清らかに坐っている人を見た。帝は初めて見たかぐや姫を類なく美しく思い、神輿を寄せて連れて行こうとしたが、姫は一瞬のうちに姿（実体）を影（光）と化した。本当に地上の人間ではないと帝は思ったが、より一層すばらしい女だと思う気持ちが抑えがたい。帝は、魂をその場に留め置いている心地でかぐや姫を残して帰った。
日頃仕えている女官たちを見ると、かぐや姫の近くに寄っていられる人さえない。他の人より清く美しいと思っていた人は、あのかぐや姫に比べると人並でもない。かぐや姫ばかりが心にかかって、ただ一人で過ごしている。かぐや姫のもとにだけ、手紙を書いて文通している。

### 月の都へ

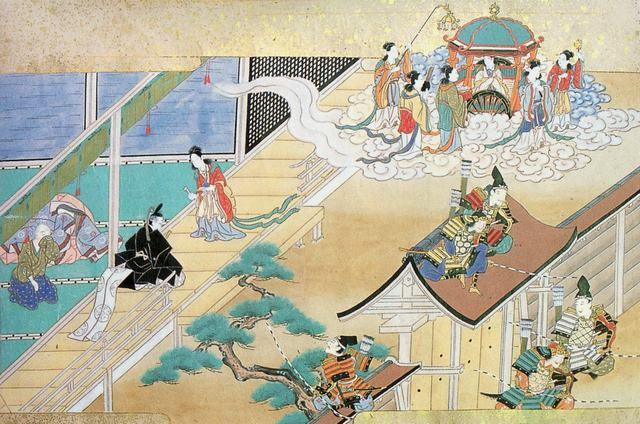
月へ帰って行くかぐや姫（同上）

帝と和歌を遣り取りするようになって三年の月日が経った頃、かぐや姫は月を見て物思いに耽るようになった。八月の満月が近づくにつれ、かぐや姫は激しく泣くようになり、翁が問うと「自分はこの国の人ではなく月の都の人であって、十五日に帰らねばならない。ほんの少しの間ということであの国からやって来たが、この様にこの国で長い年月を経てしまった。それでも自分の心のままにならず、お暇申し上げる」という。
それを帝が知り、翁の意を受けて、勇ましい軍勢を送ることとなった。その十五日には、各役所に命じ勅使として中将高野大国を指名し、六衛府を合せて二千人を竹取の家に派遣する。家に行って、築地の上に千人、建物の上に千人、家の使用人がとても多かったのと合わせて、空いている隙もなく守らせた。嫗は、塗籠の内でかぐや姫を抱きかかえている。翁も、塗籠の戸に錠を下ろして戸口にいる。
かぐや姫は「私を閉じ込めて、守り戦う準備をしていても、あの国の人に対して戦うことはできないのです。弓矢で射ることもできないでしょう。このように閉じ込めていても、あの国の人が来たら、みな開いてしまうでしょう。戦い合おうとしても、あの国の人が来たら、勇猛な心を奮う人も、まさかいないでしょう」という。
翁は迎えを、長い爪で眼を掴み潰そう、髪の毛を取って引き落とし、尻を引き出して役人たちに見せて恥をかかせてやろうと腹を立てている。かぐや姫は「大声でおっしゃいますな。屋根の上にいる者どもが聞くと、大層よろしくない。お爺さま、お婆さまのこれまでのご愛情をわきまえもしないでお別れしようとすることが、残念でございます。両親に対するお世話を、僅かも致さずに、帰っていく道中も安らかにはなりますまい。あの都の人は、とても清らかで美しく、老いることもないのです。もの思いもありません。そのような所へ行くことも、嬉しいとも存じません」と言った。
そして子の刻（真夜中頃）、家の周りが昼の明るさよりも光った。大空から人が雲に乗って降りて来て、地面から五尺（約1.5メートル）くらい上った所に立ち並んでいる。内外の人々の心は、得体が知れない存在に襲われるようで、戦い合おうという気もなかった。何とか心を奮って弓矢を構えようとしても、手に力も無くなって萎えてしまった。気丈な者が堪えて射ようとしたが矢はあらぬ方へ飛んでいき、ただ茫然とお互い見つめ合っている。王と思われる人が「造麻呂、出て参れ」と言うと、猛々しかった造麻呂も、何か酔ったような心地になって、うつ伏せにひれ伏している。
王は「お前、幼き者よ。少しばかり翁が善行を作ったから助けにと、僅かばかりの間ということで姫を下したところ、長い年月の間に多くの黄金を賜って、お前は生まれ変わったように金持ちになったのだ。かぐや姫は罪を御作りになったので、このように賤しいお前の元にしばらくいらっしゃったのだ。罪の期限は過ぎた。早くお出し申しあげよ」と翁に言うが、翁は従わない。
屋根の上に飛ぶ車を近づけて「さあ、かぐや姫。穢れた所（地上）にどうして長く居られるのでしょうか」と言うと、締め切っていた戸や格子が即座に開いていく。嫗が抱きかかえて座っていたかぐや姫は、外に出てしまう。
かぐや姫は、せめて天に上っていくのだけでもお見送りくださいと言うが翁は泣き伏してしまう。「御心が乱れてしまっている」と見かねたかぐや姫は「この先、恋しい折々に、取り出してご覧ください」と手紙を書き置いた。天人の中の者に持たせた箱があり、それには天の羽衣が、また別の箱には不死の薬が入っている。一人の天人が姫に「穢い所の物を召し上がっていたのでご気分が悪いことでしょう」と言い薬を持って寄ったのでかぐや姫は僅かに嘗め、天の羽衣を着せようとしていた天人を制し、帝への手紙と歌を書いた。その歌には、
いまはとて 天の羽衣 着る時ぞ 君をあはれと おもひいでぬる
と詠んだ。その手紙に、薬を添えて頭中将へ渡させた。中将が受け取ると天人がさっと天の羽衣を着せたので、かぐや姫のこれまで翁を痛ましい、愛しいと思っていたことも消えてしまった。この羽衣を着た人は物思いがなくなってしまうのだったから、かぐや姫は車に乗って昇ってしまった。

### エピローグ 富士山の由来
帝は手紙を読みひどく深く悲しみ、何も食べず詩歌管弦もしなかった。大臣や上達部を呼び「どの山が天に近いか」と尋ねると、ある人が駿河の国にあるという山だと言うのを聞き「会うことも無いので、こぼれ落ちる涙に浮かんでいるようなわが身にとって、不死の薬が何になろう」と詠み、かぐや姫からの不死の薬と手紙を、壺も添えて使者に渡し、つきの岩笠という人を召して、それらを駿河国にある日本で一番高い山で焼くように命じた。
その由緒を謹んで受け、「士（つわもの）らを大勢連れて、不死薬を焼きに山へ登った」ことから、その山を「ふじの山」と名づけた。その煙は今も雲の中に立ち昇っていると言い伝えられている（つまり、書かれた当時の富士山の火山活動が活発であったことを示している）。

## 物語としての性格

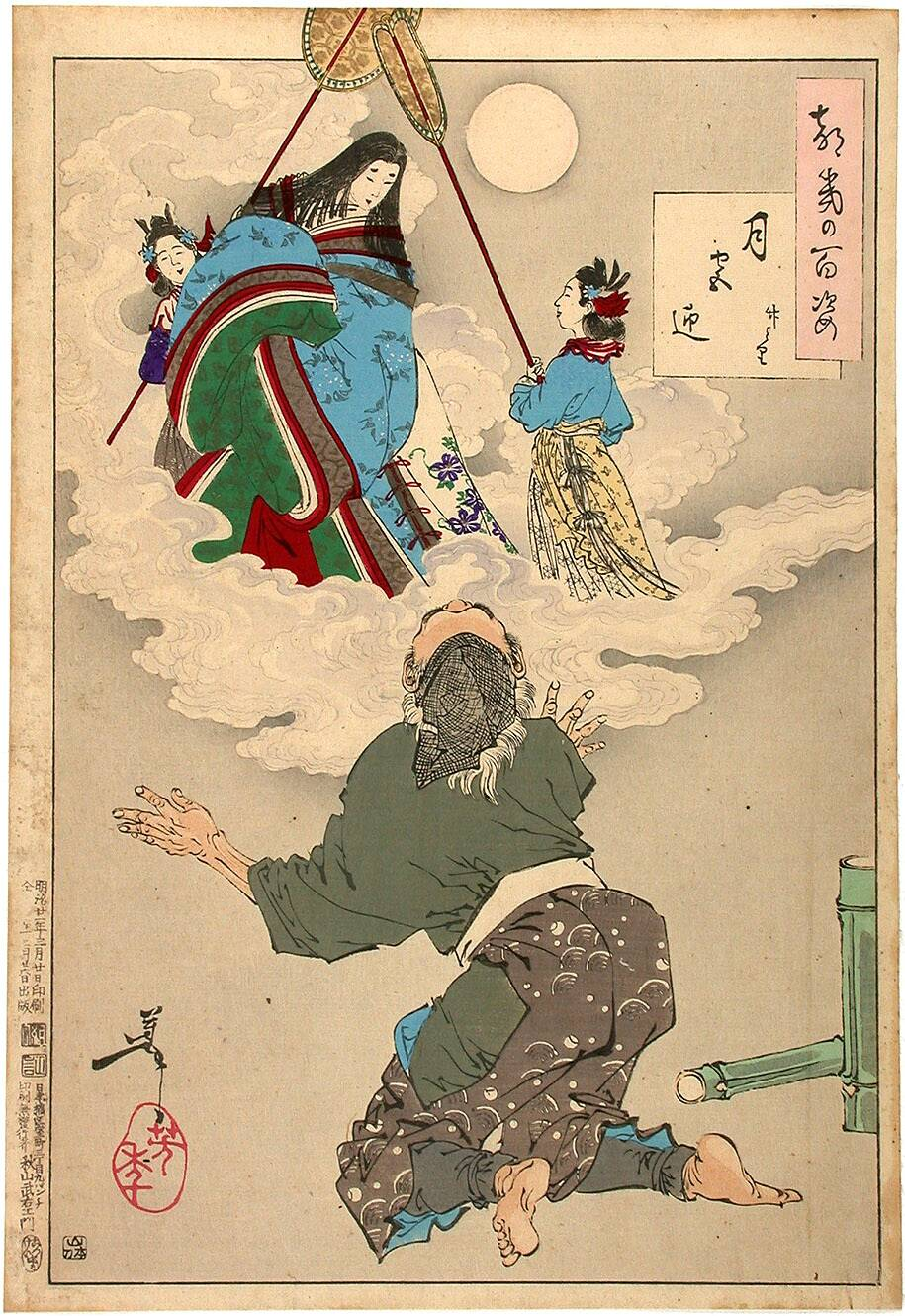
『月宮迎』（月岡芳年『月百姿』）

この作品には、下記に挙げたような非常に多様な要素が含まれているにもかかわらず、高い完成度を有していることから物語、または古代小説の最初期作品として評価されている。
- かぐや姫が竹の中から生まれたという竹中生誕説話（異常出生説話）
- かぐやが3ヶ月で大きくなったという急成長説話
- かぐや姫の神異によって竹取の翁が富み栄えたという致富長者説話
- 複数の求婚者へ難題を課していずれも失敗する求婚難題説話
- 帝の求婚を拒否する帝求婚説話
- かぐや姫が月へ戻るという昇天説話 (羽衣説話)
- 富士山の地名由来を説き明かす地名起源説話

大きく捉えれば、天人女房型説話が求婚難題譚を挟んだ形になっているが、これは単なる伝承の継ぎ接ぎではない。それら伝承を利用しつつ、「人間の姿そのものという新たな世界」を創り出そうとしたところに、物語文学の誕生があるからである。
竹中生誕説話において、竹は茎が空洞であることや成長の急激さにより神聖視され、説話の重要な構成要素の一つになっている。その特徴を顕著に示す話の一つが『竹取物語』であり同系列の昔話に『竹姫』、『竹の子童子』がある。竹中誕生譚は他の異常誕生譚に比べると事例が稀で、日本国内よりはむしろ中国や東南アジアに多い。『継子と笛』も継子の霊が竹になり、それで作った笛を父親が吹くと霊が自分の消息を伝える。日本の昔話では竹中の精霊は人間界に留まれないものが多い。竹は神の依代であると同時に呪力を持つと考えられていた。七夕の竹を畑に立てての虫除け、耳病に火吹竹をあてる等の風習が地方にはあり、また聖人の杖が根づいたり、呪言とともに逆さにした竹が成長したという神聖視する心意の伝説も多い。竹は普段の生活に密着しており、その点でも説話の生成伝播を促した。
多くの要素を含んでいるため、他作品との類似性ないし他作品からの影響が指摘されている。『竹取物語』は、異界から来た主人公が貧しい人を富ませた後に再び異界へ去っていくという構造から成り立っており、構造的には羽衣伝説と同一である。
南波浩は、この物語の成立系統を次のように推定している。
| 伝承竹取説話        |                     |                     |                     |                     |                     |                     |                     |                     |                     |                     |                     |
|                     |                     |                     |                     |                     |                     |                     |                     |                     |                     |                     |                     |
|                     |                     |                     |                     |                     |                     |                     |                     |                     |                     |                     |                     |
|                     |                     |                     |                     |                     |                     | (漢文竹取説話)?     |                     |                     |                     |                     |                     |
|                     |                     |                     |                     |                     |                     |                     |                     |                     |                     |                     |                     |
|                     |                     |                     |                     |                     |                     | 仮名書竹取物語      |                     |                     |                     |                     |                     |
|                     |                     |                     |                     |                     |                     |                     |                     |                     |                     |                     |                     |
|                     |                     |                     |                     |                     |                     |                     |                     |                     |                     |                     |                     |
| 今昔物語集 竹取説話 | 今昔物語集 竹取説話 | 今昔物語集 竹取説話 | 今昔物語集 竹取説話 | 今昔物語集 竹取説話 | 今昔物語集 竹取説話 | 部分的改変 現存諸本 | 部分的改変 現存諸本 | 部分的改変 現存諸本 | 部分的改変 現存諸本 | 部分的改変 現存諸本 | 部分的改変 現存諸本 |

平安時代後期の『今昔物語集』にも竹取物語と同様の説話（巻31第33「竹取翁、見付けし女の児を養へる語」）が採集されているが、求婚者への難題は「空に鳴る雷」「優曇華」「打たぬに鳴る鼓」の3題のみで個人別ではなく、月へ帰る夜も十五夜でなく、富士山の地名由来譚も登場しないといった、『竹取物語』より簡略化された内容である。『今昔』所収の竹取説話は、（既に成立していた『竹取物語』を参照していた可能性はあるものの）口頭伝承されてきた「伝承竹取説話」の古態を伝えているのではないかとしている。
なお、後年の作家によって、本作は「世界最初のSF小説」と言及される事がある（藤川桂介著の「宇宙皇子」の後書きなど）。しかしながら実際には、西暦167年ごろ古代ギリシアの作家ルキアノスの書いた、『本当の話』と『イカロメニッパス』のほうが古い。『本当の話』は月旅行に行った話、『イカロメニッパス』はオリュンポス山の上からイカロスのように飛び立って月の世界に行く話であり、その意味では竹取物語との共通点とも言える。

## 登場人物と時代

### かぐや姫のモデル
『竹取物語』のかぐや姫のモデルとして、『古事記』に垂仁天皇の妃として記載される、大筒木垂根王（おおつつきたりねのみこ）の娘「迦具夜比売命」（かぐやひめのみこと）を挙げる説がある。この大筒木垂根王の弟に「讃岐垂根王」（さぬきたりねのみこ）がいる。『古事記』によるとこの兄弟は、開化天皇が丹波の大県主・由碁理（ゆごり）の娘「竹野比売」（たかのひめ）を召して生まれた比古由牟須美王（ひこゆむすみのみこ）を父としており、「竹」との関連が深い。『日本書紀』には開化天皇妃の「丹波竹野媛」の他、垂仁天皇の後宮に入るべく丹波から召し出された5人の姫のうち「竹野媛」だけが国に帰されたという記述がある。
また、イラン史研究者の孫崎紀子は、百済の善光王や、675年正月に天武天皇に拝謁した吐火羅国人（サーサーン朝ペルシア人）の舎衞女とダラ女とする説を出している。

### 時代設定
江戸時代の国文学者・加納諸平は、『竹取物語』中のかぐや姫に言い寄る5人の貴公子が『公卿補任』の文武天皇5年（701年）に記されている公卿にそっくりだと指摘した。諸平は、阿倍御主人、大伴御行、石上麻呂は実在の人物であり、車持皇子のモデルは、天智天皇の落胤との説があり母の姓が「庫持」である藤原不比等、石作皇子のモデルは、宣化天皇の四世孫で「石作」氏と同族だった多治比嶋（丹比真人島）だと述べている。
しかし、物語中の4人の貴公子まではその実在の公卿4人が連想されるものの、5人のうち最も卑劣な人物として描かれる車持皇子と、最後のひとり藤原不比等がまるで似ていないことにも触れている。だが、これは反対であるがゆえに不比等本人ではないかと推測する見方もでき、表向きには言えないがゆえに、車持皇子を「卑怯である」と書くことによって陰に藤原氏への悪口を含ませ、藤原氏を批判しようとする作者の意図がその文章の背後に見えるとする意見もある。
この5人はいずれも壬申の乱の功臣で天武天皇・持統天皇に仕えた人物であることから、奈良時代初期が物語の舞台だったと考えられている。また、この時期に富士山が噴気活動中の火山として描かれていることから、科学論文に成立などが引用されることがある古典のひとつである。

### 派生用語
かぐや姫は、長い間子供を欲しがっていた（中年の）夫婦に、授かりもののように生まれた初めての女の子を指す。

## 由縁の地
日本各地に竹取物語由縁の地と名乗る地域があり、竹取物語（かぐや姫）をテーマにしたまちづくりを行っている。また以下の7市町（市町村コード順）では「かぐや姫サミット」という地域間交流が定期的に開催されてはいるものの、行政間での繋がりの交流であり、直接「竹取物語の舞台」だということにこだわった「サミット」を行っているのではない。これら地域は、上記に記されたような地名起源説などは無く、竹林の関係や天女伝説地、地名に「竹原」とある等の関係からであって物語発祥にこだわった団体ではない。

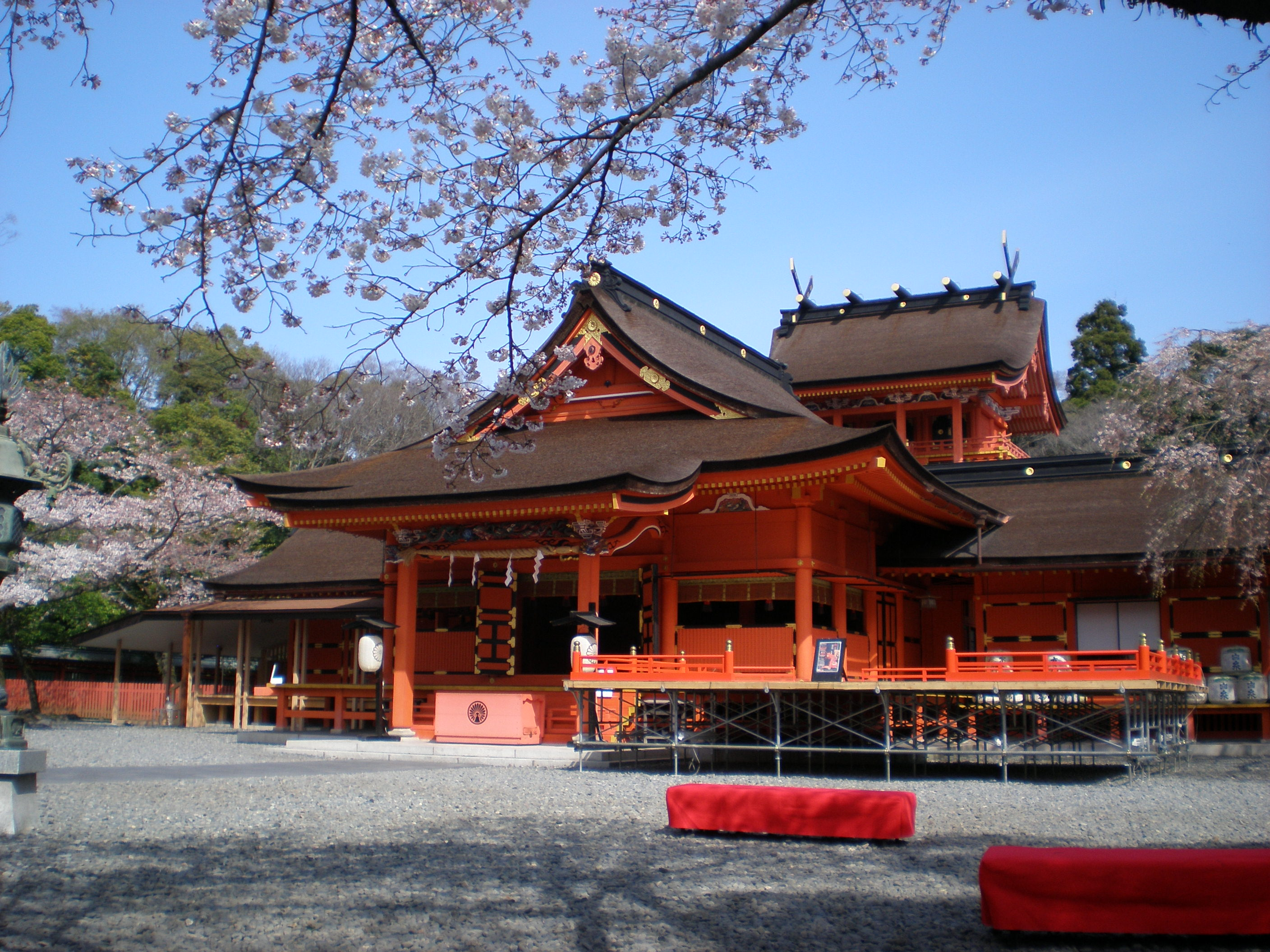
木花咲耶姫を主祭神と祀る浅間神社の総本社・富士山本宮浅間大社

- 静岡県富士市

「富士山縁起」という富士山の伝説・霊験等を記した史料が静岡県富士宮市や富士市といった富士山南麓の各寺社に伝来しており、かぐや姫は最後に月に帰るのではなく富士山に登って消えていくという構成となっている（「富士山とかぐや姫」を参照）。諸本により「かぐや姫」の表記は異なり「赫夜姫」「赫屋姫」「赫耶姫」等が確認され、富士市は山麓にある竹林を由来としている。祭神の木花咲耶姫がかぐや姫のモデルだとする説もあるが、祭神を木花咲耶姫に擬するのは近世からともされる。
- 京都府向日市

竹の子の里であり孟宗竹が多い。孟宗竹は江戸時代からのものである。
- 奈良県広陵町

竹取の翁は「讃岐の造（さぬきのみやつこ）」と呼ばれていることから、竹取物語の舞台は大和国広瀬郡散吉（さぬき）郷（現奈良県北葛城郡広陵町三吉）と考えられている。また、かぐや姫に求婚をした5人の貴族が住んでいたと想定される藤原京から十分通える距離であり、「竹取物語ゆかりの神社」と称する讃岐神社も鎮座している。
- 岡山県真備町（現倉敷市）
- 広島県竹原市
- 香川県長尾町（現さぬき市）
- 鹿児島県宮之城町（現さつま町）

かぐや姫サミット以外の市町村
- 滋賀県長浜市木之本町の辺り

日本最古の羽衣伝説の舞台となった余呉湖や、背後の山の字名が「香具山」と呼ばれる伊香具神社（いかぐ）、石作の皇子を連想させる石作神社、月を連想させる高月町といった、竹取物語に登場する事物に関係するような神社や地名が多数点在する。また、かぐや姫に求婚をした5人の貴族が住んでいたと想定される近江大津京から、馬を乗り継ぐ等すれば通えなくはない距離である。
- 京都府八幡市
- 京都府長岡京市
- 奈良県高取町

古代歴史の舞台である飛鳥や藤原京の南に位置する高取山は、中世には高取城がそびえたち、現在も立派な石垣が残っている。この高取山が、竹取の翁が住んでいた場所だという説がある。鎌倉時代に僧・仙覚が、江戸時代にも国学者・契沖が、「竹取」は「タカトリ」と読み、高取山が竹取説話の舞台であるという説を唱えている。

## 外国語訳
イタリア語、ドイツ語、英語、ヒンディー語、ロシア語、ルーマニア語、スペイン語、フランス語などに訳されている。最初期のものにイタリア語訳（1880年）、ドイツ語訳、ドイツ語訳からの英語訳がある。
日本語原文からの最初の英訳がフレデリック・ヴィクター・ディキンズによる訳 "The Old Bamboo-Hewer's Story"（1888年）であり、次いで宣教師エドワード・ローゼイ・ミラーによる訳 "Princess Splendor : the wood-cutter's daughter"（1895年）、ウィリアム・ジョージ・アストンによる抄訳（1899年）がある。
ディキンズは、南方熊楠から前訳を批判され、一時は大喧嘩になったものの、熊楠の協力のもと、1906年に"The Story of The Old Bamboo Wicker-Worker"と題を改め、訂正を入れた新訳を発表した。この論争を通じて、ディキンズと熊楠は無二の親友になった。

## 海外の類話とそれに関する諸説

### 大乗経典「月上女経」との類似
幸田露伴は明治44年（1911年）4月の竹柏会大会講話において、大乗経典「月上女経」（闇那蠣多によってA.D.591年に漢訳。日本への伝来時期は不明）と「竹取物語」の類似性について詳しく述べている。
幸田は両者の類似点として、「主人公の成長の異常な速さ」「主人公の光り輝く属性とそれに由来した名」「屋内が光に満ちた事」「主人公の父が富者である事」「主人公の美しさと、多くの求婚者が殺到した事」「その事に父が苦慮した事」「主人公が結婚相手を選ぼうとした事」「決定機が十五夜である事」「決定機に主人公が空中に浮遊した事」「決定機に人々の欲望が消失した事」「決定機に主人公が地上の人でなくなる事」等を列挙し、「只一つ二つの似て居ると云ふ事とは違ひます、全体の話の調子が似て居るのであります」と両者の全体的類似性をも指摘している。
ただし最後に、幸田は「今日の此話は唯月上女経を竹取と似て居る点があると云ふ事を申した御話でありまして、決して竹取が月上女経から出たと云ふやうな事を申したのでありませぬ」と附言し、本講話が「月上女経」を「竹取物語」の種本であると主張する主旨は持たないことを確認している。

### アバ・チベット族「斑竹姑娘」との関連
竹取物語に似た日本国外の民間伝承としては、例えば中華人民共和国四川省のアバ・チベット族に伝わる「斑竹姑娘」（はんちくこじょう）という物語がある。内容は、竹の中から生まれた少女が、領主の息子たちから求婚を受けたが難題をつけて退け、かねてより想いを寄せていた男性と結ばれるという話だが、中でも求婚の部分は、宝物の数、内容、男性側のやりとりや結末などが非常に酷似している。
伊藤清司（東洋史）は、原説話が日本とアバ・チベット族に別個に伝播翻案され「竹取物語」と「斑竹姑娘」になったとした。これに対し、益田勝実（日本古代文学）は、『金玉鳳凰』収載の「斑竹姑娘」の改訂過程への疑問と翻案説に賛成しないとした。
なお、奥津春雄（国文学）や宋成徳などの研究によって、むしろ「斑竹姑娘」の方が「竹取物語」の翻案であることが判明している。
李連栄氏は2019年、『民族文学研究』で「藏族民间故事《斑竹姑娘》的生成及其与《竹取物语》关系谫论」を発表し、「『斑竹姑娘』の物語構造、物語の特徴、人物設定などはチベット族の物語の語りと伝承の伝統に合わない」と述べた。最後に、李連栄は「斑竹姑娘」は「竹取物語」に由来し、時代のニーズに合わせて加工し、書き換えた「チベット族風」の新しい物語だと考えている。

## 刊行本

### 原文・校注
- 本文
  - 『竹取物語本文集成』王朝物語史研究会 編 勉誠出版 2008年9月。ISBN 978-4-585-03208-3
- 流布本系
  - 『日本古典文学大系 9 竹取物語 伊勢物語 大和物語』 阪倉篤義校訂 岩波書店 1957年10月
    - 『新日本古典文学大系 17 竹取物語 伊勢物語』 堀内秀晃校訂 岩波書店 1997年1月。ISBN 978-4-00-240017-4

  - 『竹取物語』 阪倉篤義校訂 岩波文庫、1970年。ISBN 4003000714
  - 『日本古典文学全集 8 竹取物語、伊勢物語、大和物語、平中物語』 片桐洋一校訂 小学館 1972年12月
    - 『新編日本古典文学全集 12 竹取物語、伊勢物語、大和物語、平中物語』 片桐洋一校訂 小学館 1994年12月

  - 『新潮日本古典集成 竹取物語』 野口元大校注 新潮社 1979年5月。ISBN 978-4-10-620326-8
- 古本系
  - 『日本古典全書 竹取物語・伊勢物語』 南波浩校注 朝日新聞社、1960年
  - 『かぐや姫と絵巻の世界 一冊で読む竹取物語 訳注付』 上原作和・安藤徹・外山敦子編 武蔵野書院 2012年10月。ISBN 978-4-8386-0647-4

### 現代語訳
- 『完訳日本の古典 第10巻 竹取物語、伊勢物語、土佐日記』小学館 1983年
- 『竹取物語』 星新一訳 角川文庫、1987年。ISBN 404130315X
- 『現代語訳 竹取物語』 川端康成訳 河出文庫、2013年11月
- 『竹取物語』 中河与一訳注 角川文庫、1956年。ISBN 4044004013

### 解説書
- 『竹取翁物語解』 田中大秀著 松屋書店、明治28年（1895年）（『竹取翁物語解』 - 国立国会図書館）

## 関連作品

### 映像作品
- かぐや姫 (1935年の映画)
- 新竹取物語 1000年女王
- 竹取物語 (1987年の映画)
- かぐや姫の物語 - スタジオジブリ製作の長編アニメーション映画。高畑勲監督。

### 音楽
- 管弦楽のための舞踊組曲『竹取物語』 - 古関裕而による1929年の作品[注釈 43]。
- 竹取物語 (室内楽曲) - 貴志康一による1933年の作品。ヴァイオリンとピアノのための楽曲。
- 竹取物語 - 三善晃によるバレエ音楽。シンセサイザー、ピアノ、打楽器による編成の楽曲。
- 歌劇「竹取物語」-沼尻竜典によるオペラ

### 交通
- かぐや姫エクスプレス - 東京〜富士間を走る高速バス
- かぐや姫号 - 広島〜東広島・竹原を走る高速バス

### その他
- かぐや（月周回衛星）
- 富士かぐや姫茶漬け - 富士市のご当地グルメ
- 輝夜伝 - さいとうちほの漫画
- 小説 咲夜姫 - 山口歌糸による小説。木花咲耶姫がかぐや姫のモデルだとする説に基いている。
- トニカクカワイイ - 畑健二郎の漫画。不死の薬を飲用した少女がヒロインとして描かれている。
- 東方永夜抄 - 東方project第8弾。6面に登場する蓬莱山輝夜はかぐや姫が、八意永琳はかぐや姫を迎えに来た月人と八意思兼がモデル。また、蓬莱山輝夜を憎む不老不死の蓬莱人である藤原妹紅は車持皇子の娘とされている。